# Архиепархия Мерседеса — Лухана
Архиепархия Мерседеса — Лухана (лат. Archidioecesis Mercedensis-Luianensis) — архиепархия Римско-Католической церкви с центром в городе Мерседес, Аргентина. В митрополию Мерседеса — Лухана входят епархии Мерло — Морено, 9 Июля, Сарате — Кампаны. Кафедральным собором архиепархии Мерседеса — Лухана является церковь Пресвятой Девы Марии Благодати.

## История
20 апреля 1934 года Папа Римский Пий XI выпустил буллу «Nobilis Argentinae nationis», которой учредил епархию Мерседеса, выделив её из архиепархии Ла-Платы. Первоначально епархия Мерседеса являлась суффраганной по отношению к архиепархии Ла-Платы.
3 марта 1947 года епархия Мерседеса передала часть своей территории для образования епархии Сан-Николаса-де-лос-Арройоса.
11 февраля 1957 года епархия Мерседеса передала ещё часть своей территории для образования епархий Нуэве-де-Хулио и Санта-Росы.
10 мая 1989 года епархия была переименована в епархию Мерседеса — Лухана.
21 ноября 1997 года папа римский Иоанн Павел II выпустил буллу «Omnibus satis constat», которой преобразовал епархию Мерседеса — Лухана в архиепархию, подчинённую непосредственно Святому Престолу.
В 2019 году папа римский Франциск возвёл архиепархию в ранг митрополии, в состав которой из митрополии Буэнос-Айреса передана епархия Мерло — Морено, а из митрополии Ла-Платы — епархия 9 Июля и епархия Сарате — Кампаны.

## Ординарии архиепархии
- епископ Хуан Паскуаль Кименто (13.09.1934 — 16.10.1938), назначен архиепископом Ла-Платы;
- епископ Анунсиадо Серафини (20.06.1939 — 18.02.1963);
- епископ Луис Хуан Томе (26.07.1963 — 25.09.1981);
- архиепископ Эмилио Огненович (8.06.1982 — 7.03.2000);
- архиепископ Рубен Эктор ди Монте (7.03.2000 — 27.12.2007);
- архиепископ Агустин Роберто Радриссани, S.D.B.[1] (27.12.2007 — 4.10.2019);
- архиепископ Jorge Eduardo Scheinig (с 4 октября 2019).